# Penstemon euglaucus
 (mars 2024).
Espèce
Penstemon euglaucus  est une espèce de plantes de la famille des Plantaginacées, originaire d'Amérique du Nord. Elle est connue sous le nom de       Glaucous Beardtongue en anglais.

## Description
Cette espèce est pérenne et peut atteindre 70cm de haut.